# 1910 na literatura

## Eventos
- Albino Forjaz de Sampaio publica Lisboa Trágica.
- H. G. Wells publica The History of Mr. Polly.

## Nascimentos
| Data           | Nome                                  | Profissão                                                 | Nacionalidade  | Observações | Ref |
| -------------- | ------------------------------------- | --------------------------------------------------------- | -------------- | ----------- | --- |
| 2 de Abril     | Chico Xavier                          | médium, escritor e divulgador do espiritismo              | Brasil         | m. 2002     |     |
| 3 de Maio      | Aurélio Buarque de Hollanda Ferreira  | lexicógrafo, filólogo e ensaísta                          | Brasil         | m. 1989     |     |
| 8 de Junho     | John W. Campbell                      | escritor e editor de ficção científica                    | Estados Unidos | m. 1971     |     |
| 18 de Junho    | Fernando Monteiro de Castro Soromenho | jornalista, ficcionista e etnólogo                        | Portugal       | m. 1968     |     |
| 4 de Novembro  | Carlos Torres Pastorino               | estudioso e escritor espírita                             | Brasil         | m. 1980     |     |
| 17 de novembro | Rachel de Queiroz                     | tradutora, romancista, escritora, jornalista e dramaturga | Brasil         | m. 2003     |     |
| 24 de Dezembro | Fritz Leiber                          | escritor                                                  | Estados Unidos | m. 1992     |     |

## Mortes
| Data           | Nome                                  | Profissão                                   | Nacionalidade  | Observações | Ref |
| -------------- | ------------------------------------- | ------------------------------------------- | -------------- | ----------- | --- |
| 10 de janeiro  | Joaquim Nabuco                        | escritor, historiador, diplomata e político | Brasil         | n. 1849     |     |
| 21 de Abril    | Mark Twain (Samuel Langhorne Clemens) | escritor                                    | Estados Unidos | n. 1835     |     |
| 26 de Abril    | Bjørnstjerne Bjørnson                 | escritor                                    | Noruega        | n. 1832     |     |
| 3 de Outubro   | Miguel Bombarda                       | médico, escritor e político                 | Portugal       | n. 1851     |     |
| 20 de Novembro | Liev Tolstói                          | escritor                                    | Império Russo  | n. 1828     |     |

## Prémios literários
- Nobel de Literatura - Paul Heyse.[1]